# Маломихайлівська сільська рада (Криничанський район)
| Маломихайлівська сільська рада — орган місцевого самоврядування у Криничанському районі Дніпропетровської області з адміністративним центром у c. Маломихайлівка. Сільській раді підпорядковані населені пункти: - c. Маломихайлівка - с. Діброва - с. Новокалинівка - с. Шмакове |

## Склад ради
Рада складається з 14 депутатів та голови.

## Керівний склад сільської ради
| ПІБ                               | Основні відомості                                                 | Дата обрання | Дата звільнення |
| --------------------------------- | ----------------------------------------------------------------- | ------------ | --------------- |
| Савченко Володимир Миколайович    | Сільський голова, 1969 року народження, освіта, безпартійний      | 26.03.2006   | 31.10.2010      |
| Перекопський Володимир Сергійович | Сільський голова, 1984 року народження, освіта вища, безпартійний | 31.10.2010   |                 |

Примітка: таблиця складена за даними джерела

## Розташування
Маломихайлівська сільська рада розташована в південно-західній частині Криничанського району Дніпропетровської області, за 22 км від районного центру.

## Соціальна сфера
На території сільської ради знаходяться такі об'єкти соціальної сфери:
- Маломихайлівська загальноосвітня середня школа;
- Маломихайлівський дошкільний навчальний заклад «Червона шапочка»;
- Маломихайлівський фельдшерсько-акушерський пункт;
- Шмаківський фельдшерсько-акушерський пункт;
- Маломихайлівський будинок культури;
- Шмаківський сільський клуб;
- Маломихайлівська сільська бібліотека.